# Капітан Фламінго
«Капітан Фламінго» (англ. Captain Flamingo) — канадський мультсеріал, вперше випущений канадською компанією «Heroic Film Company» у 2006 році.

## Сюжет
Головний герой — маленький хлопчик, що рятує дітей від біди. Він вирішив стати супергероєм, надихнувшись прикладом свого улюбленого персонажа з коміксів. Саме пошуки чергового випуску улюбленого коміксу і стали першим випробуванням для Капітана Фламінго.
З ним завжди його вірна супутниця і його таємна шанувальниця Лізбет. Вона дає в потрібний момент корисні поради, які Капітан сприймає іноді як сигнали від джерела своєї суперсили — Пташиного мозку. Капітан Фламінго завжди приходить на крик нещасних дітей, яким потрібна допомога. Він одягає свій рожевий костюм, що нагадує фламінго, завдяки якому й отримав своє прізвисько. Багата фантазія допомагає йому побачити в шлангу змію, а у вуличній мавпочці-танцівниці — горилу.

## Ролі озвучили
- Табіта Сен-Жермен[en] — Майло Павелл «Капітан Фламінго»
- Мелані Тонелло — Лізбет
- Пітер Келеган[ru] — оповідач
- Деметріус Жоєт[en] — Рутгер
- Скотт Бовден — Овенн-онлі
- Джон Макграт — другорядні персонажі
- Коул Каплан — Венделл

## Список серій

### 1 Сезон
| Епізод  | Назва                                                              | Дати виходу (Канада) |  |
| ------- | ------------------------------------------------------------------ | -------------------- |  |
| 1a/1b   | The Flamingo Has Landed/ Pancake Panic                             | 7 лютого 2006        |  |
| 2a/2b   | Sink or Swim/Basement of Yuck                                      | 14 лютого 2006       |  |
| 3a/3b   | I Scream, You Scram!/ Ball of Confusion                            | 18 лютого 2006       |  |
| 4a/4b   | Beyond the Thundermonkey Dome/ Gum Control                         | 5 березня 2006       |  |
| 5a/5b   | Water You Worried About?/ Superhero as a Young Flamingo            | 7 березня 2006       |  |
| 6a/6b   | Ack! Give My Backpack Back, Jack/ Attack of the Girl Next Door     | 28 березня 2006      |  |
| 7a/7b   | Ten Pin Peril/Whack-a-Max                                          | 11 квітня 2006       |  |
| 8a/8b   | Run Milo Run/Blizzard of Ooze                                      | 18 квітня 2006       |  |
| 9a/9b   | Ten Pin Peril/Whack-a-Max                                          | 25 квітня 2006       |  |
| 10a/10b | Cheese the Day/ Beach Blanket Flamingo                             | 2 травня 2006        |  |
| 11a/11b | A Fish Called Milo/High and Flighty                                | 14 травня 2006       |  |
| 12a/12b | Much Ado About a 'Do'/ Talking to Ralph on the Big Porcelain Phone | 21 травня 2006       |  |
| 13a/13b | Snot Funny/Flowers and Candy                                       | 26 травня 2006       |  |
| 14a/14b | Alien Avalanche/Thor All Over                                      | 4 червня 2006        |  |
| 15a/15b | Milo and the Gang Face More Problems/ The Even Greater Escape      | 25 червня 2006       |  |
| 16a/16b | The Last Stand/ Fifty Ways to Leave Your Liver                     | 30 липня 2006        |  |
| 17a/17b | Bunny Run/Tape That!                                               | 6 серпня 2006        |  |
| 18a/18b | Play on Words/Present Tense                                        | 27 серпня 2006       |  |
| 19a/19b | Missed Manners/Domo Ari Otto, Mr. Robotto                          | 17 вересня 2006      |  |
| 20a/20b | The Good, the Bad and the L'il/Pop Goes the Milo                   | 24 вересня 2006      |  |
| 21a/21b | Just Looking/Outrageous Fortune Cookie                             | 8 жовтня 2006        |  |
| 22a/22b | Infield Error/New Bird on the Block                                | 18 жовтня 2006       |  |
| 23a/23b | Bug Out/Pasta Your Bedtime                                         | 19 листопада 2006    |  |
| 24a/24b | Under There Underwear/Exhibit Yikes                                | 11 грудня 2006       |  |
| 25a/25b | Burr in the Hand/Blindsided                                        | 18 грудня 2006       |  |
| 26a/26b | Knot in My Backyard/Real to Me                                     | 8 січня 2007         |  |

Сезон 2

Епізод 1: Monster Headache/Volunteers for Fears

Епізод 2: Hairdos and Don'ts/Baby You Can Drive My Karma

Епізод 3: Training Wreck/Nothing But the Tooth

Епізод 4: Phone Tag/Max Invader, Scourge of the Universe

Епізод 5: Episode #2.5

Епізод 6: Captain Copycat/Night of the Living Flamingo

Епізод 7: Saddle Brained/Name Dropper

Епізод 8: Ready to Swear/Elephant and Hassle

Епізод 9: Drilling Me Softly/Adventures of Milo Sitting

Епізод 10: Warrior Monkey, M.D./Past Imperfect

Епізод 11: Change of Heart/Door Stop in the Name of Love

Епізод 12: The Globnick/Fault Line

Епізод 13: Everybody Was Tofu Fighting/Journey to the Centre of the TV

Сезон 3

Епізод 1: Scrambled Legs/Full Wooden Woggle

Епізод 2: Alley Oops!/Catch of the Day

Епізод 3: Flamingopalooza/The Snake Whisperer

Епізод 4: Deep DueDue/Milo and Wendell's Eggcellent Adventure

Епізод 5: Sweetness and Light/A Boy and his Yeti

Епізод 6: Playing It Koi/Rebel Without a Clog

Епізод 7: Come Rain or Come Slime/Rear Basement Window

Епізод 8: Switch Hitch/Appetite for Instructions

Епізод 9: Ghost Almost/Comic Slip

Епізод 10: When Fools Rush In/A Slight Mthunderstanding

Епізод 11: The End/The One and Owen-Only

Епізод 12: The Gobbler Robbler: Part One/Saint Nick O' Time: Part Two

Епізод 13: CF: The Musical/Cliffhanger